# برايان كامبيون
برايان كامبيون (بالإنجليزية: Brian Campion)‏ هو لاعب قذف أيرلندي، ولد في 1985 في Rathdowney ‏ في جمهورية أيرلندا.